# Michele Giorgianni
Michele Giorgianni (Ragusa, 1º settembre 1915, – Roma, 13 maggio 2003) è stato un giurista italiano.

## Biografia
Nato a Ragusa, si laureò in giurisprudenza nel 1937 presso l'Università di Catania, dove ebbe come professore di istituzioni di diritto civile Rosario Nicolò, che lo volle subito come assistente. Nel 1939, a soli 24 anni, vinse il concorso a professore ordinario e fu chiamato dalla facoltà di giurisprudenza della sua città natale, dove tenne l'insegnamento di istituzioni di diritto civile. Risalgono al periodo dell'insegnamento catanese le sue prime monografie, dedicate ai negozi collegati (1937), al negozio di accertamento (1939), ai diritti reali di godimento (1940), alla morte presunta (1943) e alle obbligazioni (1945).
Negli scritti successivi, dimostrò una crescente considerazione per la ricostruzione storica della norma. Quest'ultima non può essere colta nella sua realtà se non si scoprono le radici dei suoi precedenti, le ragioni del suo formarsi e dei suoi mutamenti. Rimase sempre fedele all'idea che la norma s'identifica nel dato formale della legge, e che l'interpretazione deve essere aderente a tale dato.
Partecipò alla Seconda guerra mondiale come ufficiale e, dopo l'8 settembre 1943, entrò nel Corpo Italiano di Liberazione. Fatto prigioniero dai nazisti, dopo un periodo di detenzione nel carcere di Regina Coeli a Roma, fu deportato in un campo di concentramento in Germania, dal quale riuscì a evadere.
Rientrato in Italia nel 1945, riprese immediatamente l'attività accademica e scientifica. Nel 1955 fu chiamato all'università di Bologna, quindi nel 1960 passò all'ateneo di Napoli, presso il quale tenne la prolusione pubblicata nel 1961 con il titolo Il diritto privato e i suoi attuali confini. Infine, fu chiamato all'università La Sapienza di Roma nel 1963, dove concluderà la sua carriera accademica nel 1990.
Nel 1975, licenziò la terza edizione del corso universitario sull'inadempimento, la cui prima edizione era stata pubblicata nel 1959. In questa monografia, Giorgianni si discosta dal principio della responsabilità oggettiva per inadempimento che, sull'influenza di Giuseppe Osti, aveva informato l'opera dei redattori del libro IV "delle obbligazioni" del codice civile del 1942, ma non si allinea nemmeno con le tesi attenuatrici invalse in dottrina e nella prevalente giurisprudenza. In alternativa, Giorgianni propone una nuova lettura degli articoli 1176 e 1218, supportata da una nutrita serie di argomentazioni esegetiche e sistematiche. Sempre nel 1975 uscì il saggio Tutela del creditore e tutela "reale", e nel 1977 il capitolo Potestà dei genitori del Commentario alla riforma del diritto di famiglia a cura di Luigi Carraro, Giorgio Oppo e Alberto Trabucchi.
Fra gli altri scritti di Giorgianni, numerose voci per l'Enciclopedia del diritto e per il Novissimo Digesto Italiano: Buon padre di famiglia, Causa del negozio giuridico, Creditore apparente, Diritti reali, Forma, Madre, Obbligazioni, Obbligazioni solidali e parziarie, Pagamento, Volontà nel diritto privato. Non meno intensa la sua collaborazione alle riviste giuridiche.
Nel corso dei ventisette anni d'insegnamento presso la facoltà di Giurisprudenza della Sapienza, resse in una prima fase la cattedra di istituzioni di diritto privato, per passare, in una fase successiva, a quella di diritto civile. Dal 1963 al 1985, con brevi interruzioni, tenne anche, per incarico, l'insegnamento di diritto agrario. Collocato fuori ruolo nel 1985. Professore emerito dal 1990.
Eccezionale pedagogo, Giorgianni ebbe numerosi allievi. Qui basterà ricordare Cesare Massimo Bianca (1932-2020), autore di un monumentale trattato di diritto civile fortemente influenzato dall'insegnamento del suo maestro.
Fu uno dei redattori del pre-progetto di Code éuropeen des contrats allestito dalla commissione presieduta dal prof. Giuseppe Gandolfi presso l'Accademia dei privatisti europei di Pavia.
Membro dell'Accademia dei Lincei.
Dal 1939 esercitò fino all'ultimo la professione di avvocato nel campo civile, amministrativo e commerciale.

## La scienza
Per Giorgianni, gli studi civilistici del secolo XX e di quello precedente, attraverso le varie fasi in cui essi si sono manifestati, costituiscono preziosa testimonianza dello sforzo di sistemazione e di approfondimento compiuto da varie generazioni di studiosi, tutti pervasi dalla fiducia nella validità dei loro risultati. Si tratta, per Giorgianni, di un'esperienza senz'altro non ripetibile. Certamente, gran parte di quei risultati costituiscono l'humus sul quale le nuove generazioni saranno chiamate a operare, anche se molti contributi saranno destinati a essere considerati assolutamente inutili e alcuni già lo siano considerati. Tuttavia, Giorgianni non se la sentì di associarsi ai giudizi, talora severi, che sono stati dati su quella stagione della dottrina civilistica italiana, che più sembrò astrarsi dalla « vita » del diritto, del quale astrarsi è stata anche data una ragione politica, quasi a sua giustificazione. A Giorgianni sembrò che tale stagione andasse collocata nel tempo in cui si è espressa, e che la sua giustificazione in chiave politica non fosse pertinente. A suo avviso, essa trovò la sua collocazione come riflesso, forse tardivo, della esaltazione ottocentesca della « scienza » in tutti i campi del sapere umano, e quindi nel proposito di collocare anche il diritto fra le scienze esatte (addirittura affine alla matematica). Per Giorgianni, tale visione - probabilmente recepita dalla mentalità tedesca, e che non venne recepita in altri paesi, anche nel continente europeo, ad esempio in Francia - è certamente ormai lontana dalla moderna considerazione dei valori umani.

## Opere
- Giorgianni, Michele, Contributo alla teoria dei diritti di godimento su cosa altrui, Milano, Giuffrè, 1940. http://id.sbn.it/bid/MIL0274277
- Giorgianni, Michele. Sulla forma del mandato senza rappresentanza, Napoli, Jovene, 1950.
- Giorgianni, Michele. Obbligazioni parziarie, solidali, indivisibili e connesse: lineamenti di un sistema, Milano, Giuffre, 1951.
- Giorgianni, Michele. Corso di diritto civile. L'obbligazione: concetti generali, i soggetti, Varese, Soc. Tip. Multa Paucis, 1959.
- Giorgianni, Michele. Creditore apparente, Torino, UTET, 1959.
- Giorgianni, Michele. Contratto preliminare, esecuzione in forma specifica, e forma del mandato, Milano, Giuffre, 1961.
- Giorgianni, Michele. La causa del negozio giuridico, Milano, Giuffrè, 1974.
- Giorgianni, Michele. L'inadempimento: corso di diritto civile, Milano, Giuffrè, 1975.
- Giorgianni, Michele. La dichiarazione di morte presunta, Napoli, Edizioni Scientifiche Italiane, 1978.